# آري سميت
آري سميت (بالهولندية: Arie Smit)‏ هو رسام هولندي، ولد في 15 أبريل 1916 في زاندام في هولندا، وتوفي في 23 مارس 2016 في دنباسار في إندونيسيا.